# Remilly-Wirquin
Remilly-Wirquin is een gemeente in het Franse departement Pas-de-Calais (regio Hauts-de-France) en telt 315 inwoners (1999). De plaats maakt deel uit van het arrondissement Sint-Omaars.

## Geografie
De oppervlakte van Remilly-Wirquin bedraagt 5,2 km², de bevolkingsdichtheid is 60,6 inwoners per km².
De onderstaande kaart toont de ligging van Remilly-Wirquin met de belangrijkste infrastructuur en aangrenzende gemeenten.

## Demografie
Onderstaande figuur toont het verloop van het inwonertal (bron: INSEE-tellingen).